# Jak Malone
Jak Malone (dicembre 1994) è un attore teatrale britannico.

## Biografia
Originario del Merseyside, ha studiato recitazione al Liverpool Institue for Performing Arts, laureandosi nel 2018.
Nel 2019 ha esordito sulle scene londinesi nel musical Operation Mincemeat, tornando a recitare nei diversi allestimenti del musical alla Southwark Playhouse nel 2022 e al Fortune Theatre del West End nel 2023; per la sua interpretazione nel ruolo di Hester Leggatt nel 2024 ha vinto il Premio Laurence Olivier come miglior attore non protagonista in un musical. Nel 2025 è tornato a interpretare il ruolo anche al John Golden Theatre di Broadway, per cui vince il Drama Desk Award, l'Outer Critics Circle Award e il Tony Award al miglior attore non protagonista in un musical, oltre a ricevere una candidatura per il Drama League Award alla miglior performance.

## Riconoscimenti
- Premio Laurence Olivier
  - 2024 – Miglior attore non protagonista in un musical per Operation Mincemeat[6]
- Drama League Award
  - 2025 – Candidatura per la miglior performance per Operation Mincemeat[7]
- Drama Desk Award
  - 2025 – Miglior interpretazione non protagonista per Operation Mincemeat[8]
- Outer Critics Circle Award
  - 2025 – Miglior interpretazione non protagonista per Operation Mincemeat[9]
- Tony Award
  - 2025 – Miglior attore non protagonista in un musical per Operation Mincemeat